# Moitessieria massoti
Moitessieria massoti is een slakkensoort uit de familie van de Moitessieriidae. De wetenschappelijke naam van de soort is voor het eerst geldig gepubliceerd in 1863 door Jules René Bourguignat.